# Jacques de Vitry
Jacques de Vitry, italianizzato come Giacomo di Vitry (in latino: Jacobus de Vitriaco; Vitry-en-Perthois, 1165 circa – Roma, 1º maggio 1240), è stato un predicatore, teologo, storico, vescovo cattolico e cardinale francese.

## Biografia

### Infanzia e formazione
Nato verso il 1165 nella regione di Reims, in un luogo identificabile con Vitry-en-Perthois, da una famiglia agiata, inizialmente studia e insegna all'Università di Parigi. Nel 1208 arriva a San Nicola d'Oignies, nella diocesi di Liegi, dove sceglie di seguire la regola di sant’Agostino, senza associarsi ad una particolare congregazione.
Qui Jacques de Vitry conosce la beata Maria d’Oignies, una beghina che si era stabilità in prossimità del priorato d’Oignies già nel 1207. Egli diventerà suo confessore, direttore spirituale, nonché suo biografo.
Sempre in questi anni, Jacques viene ordinato sacerdote a Parigi, sebbene non ci sia un parere univoco sulla data esatta.
Diventa inoltre un membro dell'entourage di Hugues de Pierrepont, vescovo di Liegi (1200-1229), insieme con Jean de Liro e Jean de Nivelles.

### Primi anni di ministero e predicazione
Nel 1211, grazie alle sue doti oratorie, riceve dal nunzio papale Raymond d’Uzès il compito di predicare contro gli Albigesi.

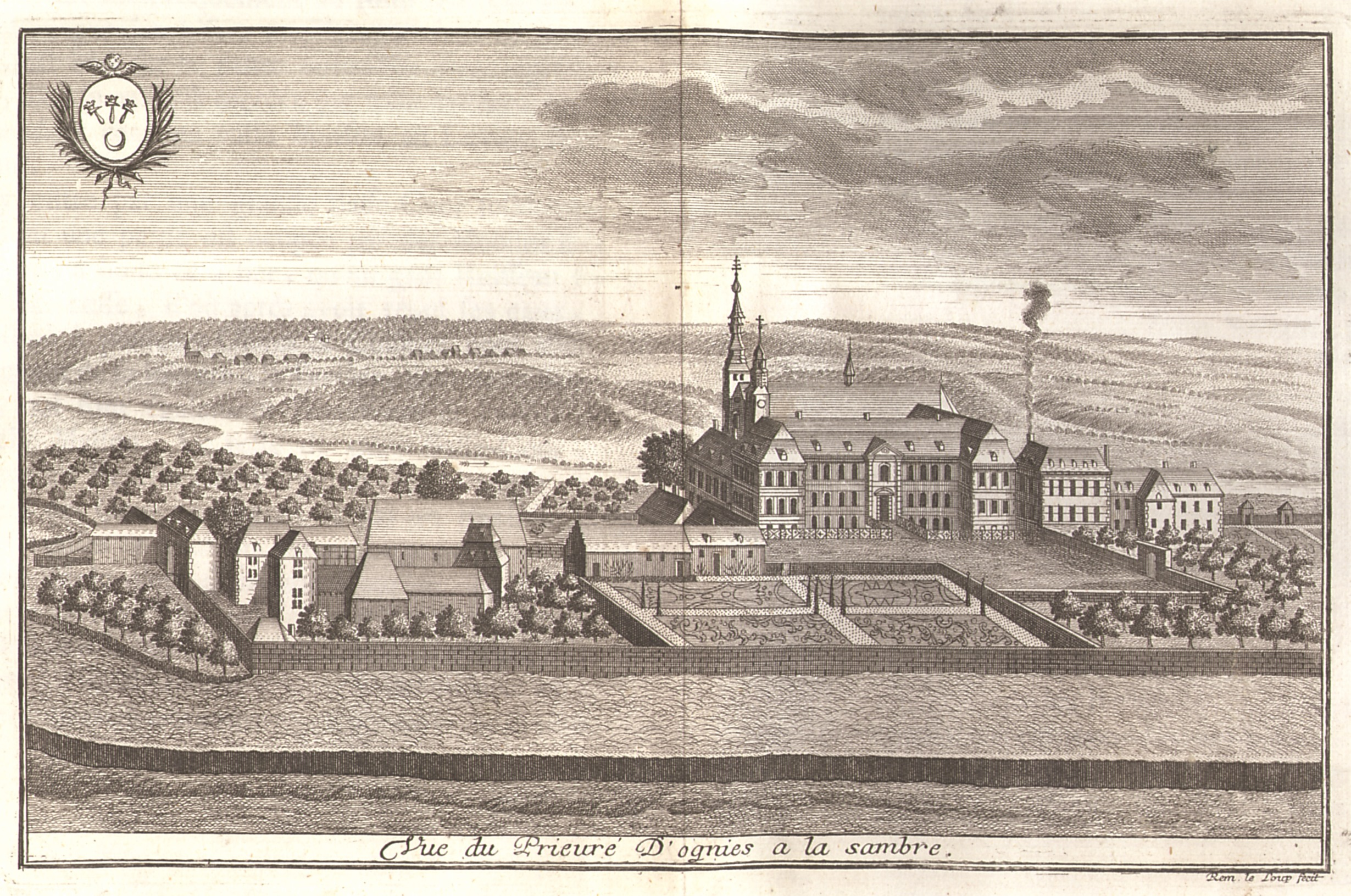
Incisione di Remacle Le Loup da Délices du pays de Liége (1740 circa) raffigurante il priorato d'Oignies.

Nel 1212 o nel 1213, incontrerà anche Folchetto di Marsiglia, che stava conducendo nel nord della Francia e nel principato di Liegi diverse campagne in favore della crociata anti-albigese. Secondo Jacques de Vitry fu la fama di Maria d’Oignies ad attirarlo in quelle terre, tanto che sarà proprio il vescovo di Tolosa a chiedergli di scrivere la biografia della donna come esempio da portare contro gli eretici della sua diocesi.
L’abilità nella predicazione di Jacques de Vitry verrà elogiata da diversi autori dell’epoca: Tommaso di Cantimpré, Vincenzo di Beauvais, Renier de Saint Jacques e Umberto di Romans.
Nel maggio 1216 visitò Milano: qui conobbe gli Umiliati elogiandoli per la loro attività antiereticale. 

### Vescovo di San Giovanni d'Acri

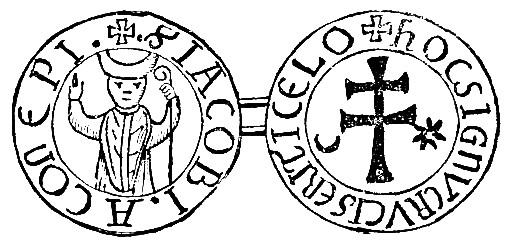
Sigillo di Jacques de Vitry come vescovo di Acri

Probabilmente grazie ai suoi successi oratori, Jacques viene eletto vescovo di San Giovanni d'Acri. Il 17 luglio 1216 si reca perciò a Perugia e il 31 dello stesso mese è consacrato vescovo per le mani di Papa Onorio III. Recatosi poi in Palestina Jacques de Vitry svolgerà una fervente attività durante la quinta crociata, partecipando all'assedio di Damietta, dal 1218 al 1221; qui, in particolare, nel 1219 ebbe modo di conoscere san Francesco d’Assisi, recatosi in Egitto per predicare davanti al Sultano al-Malik al-Kāmil.
Dopo il fallimento della Quinta Crociata, prima dal 1222 al 1223, e poi dal 1225, ritorna a più riprese in Occidente specialmente nella diocesi di Liegi: per alcuni anni la sua presenza qui fu così frequente che lo si potrebbe considerare come un vescovo ausiliare. In aggiunta, sempre durante il secondo viaggio sopra ricordato, sceglierà di consegnare al Papa nel 1228 le sue dimissioni dalla diocesi di Acri. 
Dal 1226 al 1229 svolge alcune missioni pastorali per conto del vescovo di Liegi, Hugues de Pierrepont, che lo nominerà suo esecutore testamentario. Sarà proprio Jacques ad assistere il vescovo gravemente malato negli ultimi giorni prima della sua morte, avvenuta a Huy il 12 aprile 1229.

### Cardinale-vescovo di Frascati
Nelle settimane successive alla morte di Hugues, Papa Gregorio IX chiama Jacques de Vitry a Roma e lo nomina cardinale-vescovo di Frascati, una delle diocesi suburbicarie della città; la prima menzione di questo suo titolo cardinalizio è databile al 29 luglio 1229.
Tra il 1229 e il settembre 1239 spenderà i suoi ultimi anni lavorando alla corte papale.
Alcune fonti indicano nel 1239 la sua elezione come patriarca di Gerusalemme, tuttavia studi più recenti smentiscono questo dato.
Morì il 1º maggio 1240 e fu sepolto a Oignies.

### Studi sui resti di Jacques de Vitry[14]
Nel 2015 il progetto CROMIOSS, condotto dalla Società Archeologica di Namur (SAN) in collaborazione con diverse università belghe ed istituti di ricerca, ha intrapreso uno studio scientifico interdisciplinare sui presunti resti di Jacques de Vitry, collocati nella chiesa di Santa Maria d’Oignies in Belgio, riuscendo ad accertarne l’autenticità grazie ad analisi antropologiche, isotopiche e genetiche.
All’interno dello stesso progetto è stata anche analizzata una mitra di particolare raffinatezza appartenuta a lui stesso.
Inoltre, grazie ad un lavoro di antropologia forense sul cranio, comprovato dalle analisi del DNA, è stato possibile creare una ricostruzione digitale del volto del cardinale.
I resti sono stati poi reinumati ad Oignies nel 2019.

## Opere

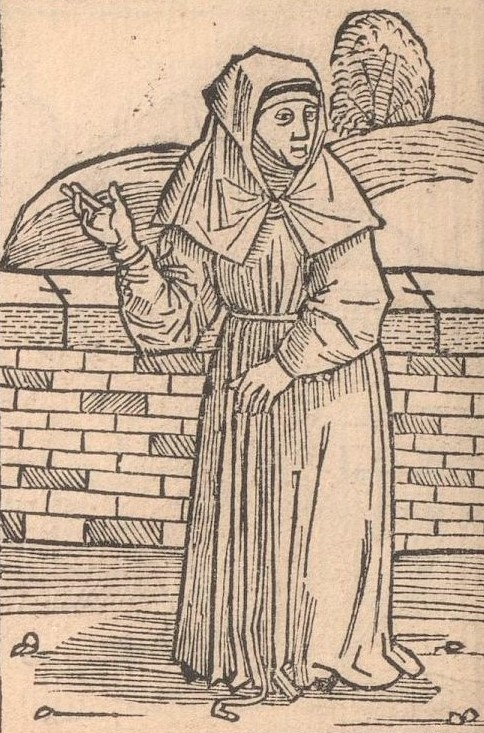
Incisione di una beghina, Matthäus Brandis, 1489

### Vita beatae Mariae Oigniacensis
Maria d'Oignies ebbe un influsso decisivo su Jacques de Vitry e sulla sua attività pastorale. Nel 1213, dopo la morte della donna, concordemente alla richiesta di Folchetto di Marsiglia, Jacques avrebbe iniziato a scrivere la sua biografia sia per contrastare gli avversari delle «sante donne», ossia le beghine, della diocesi di Liegi, sia per combattere l’eresia catara, offrendo un modello di vita esemplare.
Nel prologo riporta la richiesta del vescovo di Tolosa appena ricordata; ci fornisce inoltre una testimonianza su Cristina l’Ammirabile, che ebbe modo di incontrare di persona. Nella prima parte racconta qualche episodio della vita di Maria mettendo in risalto alcuni aspetti della sua spiritualità. Nella seconda narra di come Maria abbia vissuto e fatto fruttificare i doni dello Spirito Santo nel corso della sua esistenza. Infine narra della malattia e della morte della donna.
L’opera fu probabilmente terminata nel 1216, prima della partenza di Jacques per la diocesi di Acri, ed è possibile che ne abbia consegnato una copia anche a Papa Onorio III per perorare la causa delle beghine.
A quest’opera Tommaso di Cantimpré aggiungerà un Supplementum in cui si raccontano i miracoli, le profezie adempiute e le apparizioni di Maria dopo la sua morte.
La cosa più interessante della biografia è il rapporto che si instaura tra la donna e il suo direttore spirituale: Jacques de Vitry ascoltava spesso Maria in confessione, e al tempo stesso restava affascinato dalla santità della donna, potendo così sviluppare una reale comprensione della vita mistica.
La Vita di Maria d’Oignies ebbe un certo successo, venendo trascritta in più di quindici manoscritti, alcuni dei quali risalenti al XIII secolo, provenienti per la maggior parte da abbazie belghe e del nord della Francia.
Su di essa sono stati compiuti diversi studi inerenti al campo dell’agiografia medievale e dello studio dei movimenti femminili.

### Epistulae
Dettate per fini privati tra il 1216 e il 1221 al suo scrivano Jean de Cambrai, e mai riunite in un'unica raccolta, le lettere di Jacques de Vitry ci sono state trasmesse da una dozzina di manoscritti. Queste erano spesso spedite contemporaneamente a più persone senza particolari modifiche del testo. I principali destinatari sono: il Papa, Leopoldo VI di Babenberg, professori parigini e congregazioni religiose del Brabante e dell’Hainaut.
Nell’edizione critica di Huygens troviamo sette epistulae:
1. Databile al 1216, e scritta a Genova, questa lettera racconta quanto vissuto da Jaques in diverse città d’Italia[19].
2. Nella prima parte, scritta tra il 4 novembre 1216 e il febbraio del ’17, l’autore narra la traversata verso Acri; nella seconda, databile alla primavera del 1217, si racconta il viaggio verso Tiro, Sidone, e la Siria.
3. Di autenticità discussa, viene inviata a Papa Onorio III dopo la presa della torre difensiva di Damietta il 24 agosto 1218.
4. Databile al 22 settembre 1218, racconta alcune operazioni militari in Egitto.
5. La prima parte racconta dell’assedio di Damietta nella primavera del 1219; la seconda si interrompe dopo la battaglia del 29 agosto, ed è databile perciò al settembre 1219.
6. Scritta nella primavera del 1220, narra gli avvenimenti dell’inverno 1219-1220 ed in particolare la conquista di Damietta[20].Prete Gianni, Atlante di Maria I Tudor, Diogo Homem, 1555-1559

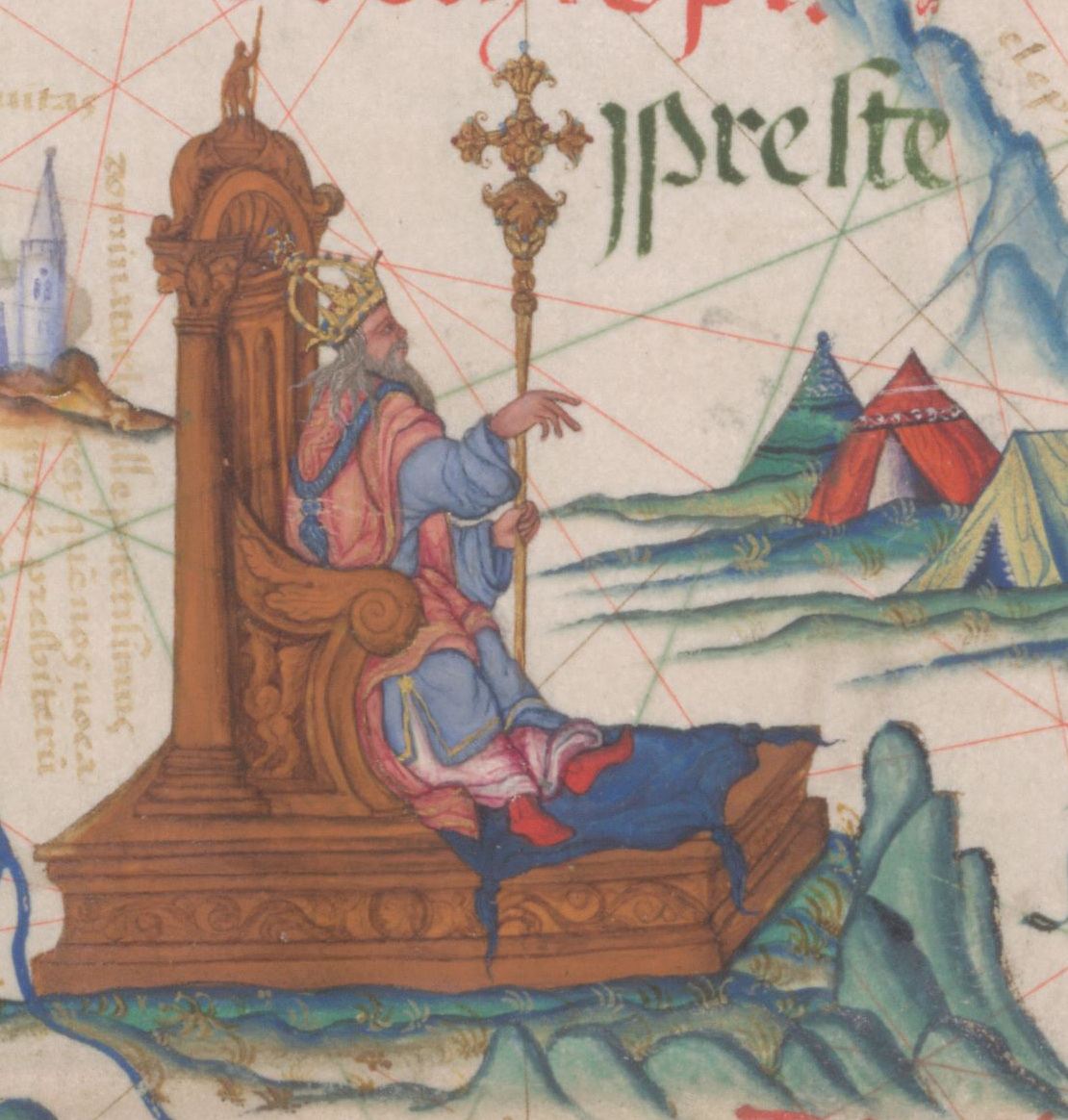
Prete Gianni, Atlante di Maria I Tudor, Diogo Homem, 1555-1559

7. Probabilmente stesa il 18 aprile 1221, dopo aver parlato dei pericoli affrontati dai crociati in Egitto la lettera si dilunga sulla leggenda del Prete Gianni.

### Historia Hierosolymitana abbreviata
Completata tra il 1223 e il 1224 l'Historia Hierosolymitana abbreviata, conosciuta anche come Historia Orientalis, è un’opera che ci è pervenuta in tre libri, di cui solo i primi due sono di autenticità certa.

#### Historia Orientalis
Nel primo libro, intitolato Historia Orientalis, l’autore, sulle orme di Guglielmo di Tiro, descrive in ordine cronologico la storia della Terra Santa focalizzandosi in particolare sull’epoca che va dalla conquista araba fino al Concilio Lateranense IV (1215); al suo interno, oltre alla narrazione dei fatti legati alla prima crociata, e alla parabola dei Regni Cristiani, Jacques de Vitry inserisce alcune digressioni sui popoli locali, su Maometto, sui musulmani, sulla Chiesa d’Oriente, sulla flora e la fauna del luogo, ma anche sulle colpe dei cristiani e sui vizi delle comunità locali.
Questa prima parte dell’opera fu sicuramente composta in Oriente.
Sulla datazione non tutti gli storici sono concordi: sebbene, infatti, si collochi l’inizio della stesura nel periodo della conquista di Damietta (5 novembre 1219), la fine, invece, secondo Christian Cannuyer sarebbe da collocare nella primavera del 1221, mentre per Jean Donnadieu andrebbe postdata al 1223/1224.
Ebbe molto successo, tanto da essere tuttora conservata in 124 manoscritti.

#### Historia Occidentalis
Nel secondo libro, detto Historia Occidentalis, Jacques de Vitry descrive lo Stato della Chiesa del contemporaneo Occidente e il suo rinnovamento grazie alla predicazione, agli ordini regolari, al clero secolare e a laici come i crociati e i pellegrini; l’opera viene bruscamente interrotta al XXXIX capitolo.

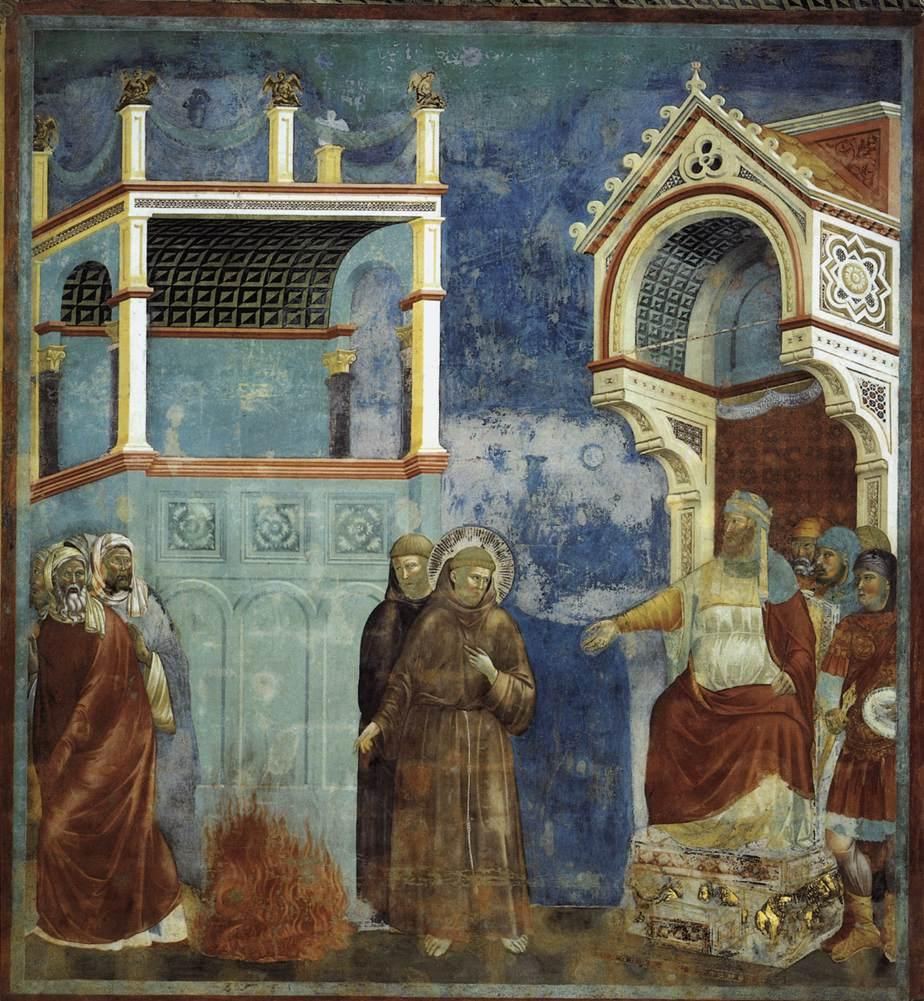
Giotto, San Francesco davanti al Sultano

Nelle sue pagine possiamo ricavare importanti informazioni sui movimenti religiosi dell'epoca, tra cui Umiliati e Francescani: Jacques de Vitry, infatti, sarà uno dei primi testimoni del nascente Ordine Francescano, di cui offre una vivida descrizione soffermandosi sullo stile di vita profondamente evangelico adottato dai frati minori, nonché dallo stesso san Francesco recatosi in missione presso il Sultano e descritto al capitolo XXXII.
Basandoci sul contenuto dell’opera possiamo datare l'Historia Occidentalis tra il 1219 e il 1226: la prima data si riferisce alla predicazione di san Francesco a Damietta; la seconda è stata fissata sia poiché successiva al definitivo ritorno in Europa dell’autore, sia per alcune conoscenze teologiche, presenti nell'Historia, che Jacques avrebbe ragionevolmente potuto conoscere solo nel 1225-1226.
A differenza della prima parte dell’opera, questo secondo libro ci è stato tramandato da 24 manoscritti, sempre preceduto dall'Historia Orientalis.
All’interno di questi due libri possiamo notare, oltre che una solida documentazione e un attento spirito d’osservazione, anche un certo gusto per l’antitesi: infatti, se prima si trattava dell’Oriente, ora si descrive l’Occidente; e qui, ad un quadro di corruzione generale, fa da contraltare la speranza nelle nuove fondazioni e nel recente approfondimento teologico.

#### III libro
Infine, l’ultimo e terzo libro, non presenta un titolo particolare e, sebbene sia stato pubblicato a suo nome, è in realtà una combinazione di frammenti di altri autori, forse provenienti dallo stesso entourage di Jaques de Vitry a quel tempo ancora in Oriente.

### Sermones
Grazie ai suoi sermoni Jacques de Vitry poté acquistare durante la sua vita una straordinaria fama di predicatore. Al loro interno l’autore realizza una predicazione innovativa, resa maggiormente fruibile ed efficace dall'inserimento di più di 420 exempla. Il sapiente impiego di questi espedienti retorici fece di Jacques de Vitry un modello dell'exemplum: i suoi racconti esemplari, divertenti e moralizzanti, presenti specialmente nei Sermones vulgares, furono largamente ripresi e imitati.
La loro stesura è da situare dopo il ritorno definitivo di Jacques de Vitry dalla Terra Santa, sia durante la sua permanenza a Liegi, che a Roma.

#### Sermones de tempore vel dominicales
Questa prima raccolta di 194 omelie (più il prologo), è strutturata sull’anno liturgico.
Nel prologo si annuncia la seguente ripartizione:
1. Avvento e Natale.
2. Settuagesima, Quaresima, e Passione.
3. Cinquantina pasquale.
4. Domeniche dopo Pentecoste.

La divisione si appoggia sui periodi Biblici, sulle stagioni e sui sacramenti.
A queste prime quattro parti, che saranno trattate nei Sermones de tempore, l’autore spiega che farà seguire una parte legata alle feste dei santi (vedi infra: Sermones de sanctis), e un’altra indirizzata alle più diverse categorie di ascoltatori (vedi infra: Sermones vulgares).
Per ogni domenica vengono proposte tre omelie: una sull’introito, una sull’epistola e una sul vangelo.

#### Sermones de sanctis et de communi sanctorum[29]
In questa sezione possiamo individuare una prima e una seconda parte costruite sul santorale dell’anno liturgico, a cui seguono una terza e una quarta riguardanti il santorale comune (apostoli, martiri, vergini, ecc.). L’autenticità di quest’ultima serie è però fortemente discussa.
Di particolare interesse è il prologo in cui, dichiarando di imitare Salomone, Jacques de Vitry distingue i suoi ascoltatori in:
- Incipientes, ossia coloro che devono fuggire dal peccato vivendo in mezzo a un mondo malvagio.
- Proficientes, che devono imparare il disprezzo del mondo.
- Contemplativi o perfecti, suoi ideali destinatari, a cui vuole insegnare la meditazione dei beni spirituali e delle ricompense eterne[17].

Il numero esatto di sermoni che costituiscono la raccolta non è certo.

#### Sermones ferialesvel communes velquotidiani
Sebbene questa raccolta non figuri nel prologo è di autenticità certa.
Troviamo anche qui un prologo specifico che riprende il libro di Ruth, e successivamente 26 omelie su temi scritturistici presenti in Genesi, che ebbero una diffusione modesta.

#### Sermones vulgares velad status

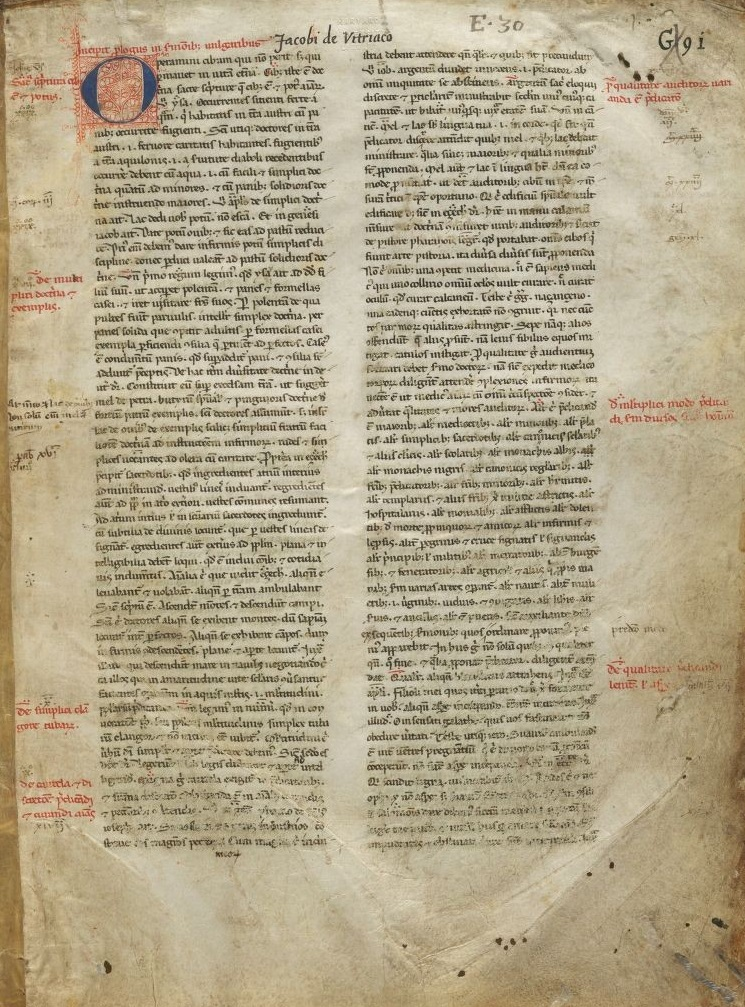
Manoscritto dei Sermones Vulgares del XIII secolo (MS Riant 35, Houghton Library, Harvard University)

Alla fine del prologo di questa sezione si ripropone la divisione in sei parti tale e quale a quella esposta nel prologo iniziale. Si spiega poi che nelle pagine successive le omelie saranno indirizzate alle categorie sociali più diverse, senza però precisare tale uditorio come aveva fatto all’inizio dell’opera: sacerdoti, monaci, monache, crociati, cavalieri, mercanti, donne sposate o meno, ecc.
La raccolta fu di discreto successo, venendoci trasmessa da una quindicina di testimoni, di cui due completi. Altro indice di popolarità è il fatto che la si trovi il più delle volte sola all’interno dei manoscritti che la propongono. È composta da un totale di 75 omelie, prologo incluso.

## Genealogia episcopale
La genealogia episcopale è:
- Papa Gregorio IX
- Papa Onorio III
- Cardinale Jacques de Vitry

### Edizioni critiche di riferimento
- Jakob von Vitry, Das Leben der Maria von Oignies. Thomas von Cantimpré, Supplementum, Turnhout, Brepols, 2014.
- Lettres de Jacques de Vitry (1160/1170-1240), évêque de Saint Jean d’Acre, edition critique par R. B. C. Huygens, Leiden, 1960.
- Jacques de Vitry, Histoire orientale. Historia orientalis. Introduction, édition critique et traduction par Jean Donnadieu, Turnhout, Brepols, 2008.
- Iacobi de Vitriaco, Sermones vulgares vel ad status, cura et studio Jean Longère, Turnhout, Brepols, 2013.